# Gmina Wyśmierzyce
Die Gmina Wyśmierzyce ist eine Stadt-und-Land-Gemeinde im Powiat Białobrzeski der Woiwodschaft Masowien in Polen. Ihr Sitz ist die gleichnamige Kleinstadt mit 885 Einwohnern (2019).
Der Hauptort war bis 2018 die kleinste Stadt Polens, seit der erneuten Stadterhebung 2019 ist Opatowiec kleinste Stadt des Landes.

## Geographie
Die Gemeinde liegt im Südwesten der Woiwodschaft. Nachbargemeinden sind Białobrzegi, Klwów, Mogielnica, Nowe Miasto nad Pilicą, Potworów, Promna und Radzanów.

## Geschichte
Die Landgemeinde wurde 1973 gebildet. Stadt- und Landgemeinde wurden 1990/1991 zur Stadt-und-Land-Gemeinde zusammengelegt. Ihr Gebiet gehörte bis 1975 zur ehemaligen Woiwodschaft Kielce. Es kam dann bis 1998 zur Woiwodschaft Radom, der Powiat wurde in dieser Zeit aufgelöst. Zum 1. Januar 1999 kam die Gemeinde zur Woiwodschaft Masowien und zum wiedererrichteten Powiat Białobrzeski.

## Gliederung
Die Stadt-und-Land-Gemeinde Wyśmierzyce gliedert sich in die Stadt selbst und 15 Orte mit 12 Schulzenämtern (sołectwo):
Grzmiąca
Jabłonna
Korzeń-Klamy
Kostrzyn
Kozłów-Kiedrzyn
Kożuchów
Olszowa
Paprotno
Redlin-Wólka
Romanów
Ulaski Grzmiąckie
Witaszyn
Weitere Orte der Gemeinde sind Aleksandrów, Brodek, Górki, Jakubówka, Jeruzal, Las Hulaski und Ulaski Stamirowskie.